# Хучуцюань
Хучуцюань (кит. упр. 呼廚泉, пиньинь hūchúquán) — шаньюй хунну с 195 года по 216 год.

## Правление
В 195 г. стал шаньюем, но из-за вражды с князьями был вынужден скитаться по степи, где его грабили сяньби. Известно, что отряд хунну во главе с западным чжуки-князем Цюйбэем (去卑) охранял императорский кортеж при бегстве из Чанъани в Лоян 195 году и, вместе с предводителем мятежников Хань Сяном (韓暹), сражался против генералов Ли Цзюэ и Го Си. После того как император попал под контроль Цао Цао, хунны удалились.
Хучуцюань, в 216 год приехал поклониться императору и был арестован Цао Цао, который оставил его под арестом в городе Е (鄴, ныне Линьчжан), а князю Цюйбэю приказал управлять остатками хуннов.
В 220 году Цао Пэй стал императором и Хучуцюань присягнул ему, за что был награждён. О его смерти не сохранилось записи.
Впоследствии Лю Юань (внучатый племянник Хучуцюаня) восстановил дом хунну, но уже в виде Северной Хань.